# 込江海翔
込江海翔（日语：／ Komie Kaito，2003年6月9日—）是日本男演員，隶属于平田事务所。

## 演出作品
當他們認真編織時